# Sommier de la forêt
Un sommier de la forêt est en France un document écrit, rédigé par l'administration des eaux et forêts puis par l'ONF. De tels documents existent au moins depuis l’administration forestière des eaux et forêts réformée par Jean-Baptiste Colbert (contrôleur général des finances et ministre de Louis XIV) qui souhaite que le pays ne puissent pas dans le futur se retrouver en situation de pénurie de bois pour l'industrie, les armées et en particulier pour la marine de guerre (Colbert a aussi été secrétaire d'État de la Marine) qui consommait alors de grandes quantités de bois de chêne.

## Contenu, utilité
Le « sommier de la forêt » est un document écrit et soigneusement archivé qui - par massif et parcelles - retrace la vie de la forêt et de l'administration de la forêt, pour ce qui concerne la sylviculture, l'aménagement forestier, les acquisitions foncières, mais aussi pour ses aspects économiques (dépenses & recettes).
Il est en quelque sorte la mémoire de l'état de la forêt (depuis l'époque de Colbert) et des actions de l'homme en forêt, nécessaire à la gestion sur le long terme, et à ce qu'on appelle aujourd'hui une gestion durable de la forêt, c'est-à-dire prenant en compte le temps long qui est celui des arbres.

Il comprend un état des lieux du massif, par parcelles. Il comprend aussi une somme d'informations, dont la liste datées de toutes les opérations de gestion sylvicole, des travaux (drainage, etc.), les volumes de bois récoltés, les montants investis ou récoltés. Une fiche a été ajoutée sur la biodiversité dans les années 1990. Les vestiges historiques, archéologiques ou faits remarquables, arbres remarquables peuvent ou devraient y être signalés.

## Sommier de procès verbaux
Dans le domaine de l'administration forestière en France, existe aussi un « sommier de procès verbaux » qui était autrefois un document écrit faisant la somme des procès verbaux dressés en forêt. 
En 2006, dans le cadre de la modernisation de l'administration, un arrêté demande aux DRAF de transformer les versions « papier » du sommier de procès verbaux (procès-verbaux d'infractions forestières établies par des agents assermentés, poursuite pénales, transaction) en un "sommier numérisé" qui est un système informatique dont le traitement est automatisé, au sein des services régionaux de la forêt et du bois des DRAAF (après accord de la CNIL sur la base d'un engagement de conformité rempli par le ministre de l'Agriculture et de la pêche). Les fichiers « régionaux » sont conservés 20 ans à compter de l'extinction de l'action publique, ou 5 ans en cas de dérogation (cf arrêté du 23 mars 2006). Ces données ne sont communicables qu'aux agents verbalisateurs, responsable du service chargé du contentieux et magistrats territorialement compétents ou trésorier-payeur général pour les informations qui les concernent.